# Station Otani (Shiga)
Station Ōtani (大谷駅, Ōtani-eki) is een spoorwegstation in de Japanse stad Ōtsu. Het wordt aangedaan door de Keishin-lijn. Het station heeft twee sporen, gelegen aan twee zijperrons.

## Treindienst

### Keihan
| 1 | ■ Keishin-lijn | richting Hamaōtsu                         |
| 2 | ■ Keishin-lijn | richting Keihan Yamashina en Sanjō Keihan |

## Geschiedenis
Het station werd in 1912 geopend.

## Stationsomgeving
- Semimaru-schrijn
- Tōkaidō
- Autoweg 1

(Tōzai-lijn) <<Misasagi · Keihan Yamashina · Shinomiya · Oiwake · Ōtani · Kamisakaemachi · Hamaōtsu